# Pendrechtseweg
De Pendrechtseweg is een (grotendeels) verdwenen straat in Rotterdam-Zuid, die liep vanaf de Kromme Zandweg tot de Oldegaarde.
De weg lag in feite in het verlengde van de Dorpsweg en voordat de wijk Pendrecht werd gebouwd maakte deze straat ook onderdeel uit van de Dorpsweg. De Dorpsweg liep toen helemaal door tot aan de Charloisse Lagedijk en er daar zijn nog altijd sporen van terug te vinden. Bij de doortrekking van de Groene Kruisweg naar de Dorpsweg koos men ervoor om de Dorpsweg vanuit het noorden na de Kromme Zandweg zuidwestelijk af te laten buigen en over te laten gaan in de Groene Kruisweg. In 1956 werd de straatnaam vastgesteld om aan te geven dat de weg naar de gelijknamige wijk toe loopt.
De Pendrechtseweg zorgde voor extra drukte en daardoor voor een onveilige verkeerssituatie op het kruispunt met de Oldegaarde. In 1999 werd de weg dan ook afgesloten voor het verkeer. De verkeerslichten bij de Oldegaarde werden weggehaald, doordat het op de Oldegaarde en de Kerkwervesingel een stuk rustiger is geworden. Aan de zwart-witte banden op de lantaarnpalen was nog goed te zien dat er verkeerslichten hebben gehangen. Vele jaren na de sluiting lag het asfalt er nog en ook de afslag vanuit de Dorpsweg was nog slechts met een vangrail afgezet. Hierdoor was het populair geworden bij skaters en fietsers. Pas in 2007 werden de restanten verwijderd en opgeruimd en werd een fietspad aangelegd.
Van de oorspronkelijke weg bestaat nu nog grofweg 100 meter vanaf de Kromme Zandweg zuidwaarts ten oosten van de Groene Kruisweg. Hier staan zelfs nog een paar huizen aan een weg die oorspronkelijk liep van Katendrecht naar de Charloisse Lagedijk.
Afrikaanderplein ·
Atjehstraat ·
Beijerlandselaan ·
Brede Hilledijk ·
Brielselaan ·
Boulevard Zuid ·
Charloisse Lagedijk ·
Coen Moulijnweg ·
Dordtselaan ·
Dordtsestraatweg ·
Dorpsweg ·
Goereesestraat ·
Groene Hilledijk ·
Groene Kruisweg ·
Grondherendijk ·
Katendrechtse Lagedijk ·
Kerkwervesingel ·
Kromme Zandweg ·
Laan op Zuid ·
Lange Hilleweg · 
Maastunnelplein ·
Mijnsherenlaan ·
Oldegaarde ·
Oranjeboomstraat ·
Pendrechtseweg ·
Plein 1953 ·
Pleinweg ·
Pretorialaan ·
Prins Hendrikkade ·
Riederlaan · 
Rosestraat ·
2e Rosestraat .
Slinge ·
Smeetlandsedijk · 
Stadionweg ·
Stieltjesplein ·
Stieltjesstraat ·
Strevelsweg ·
Vaanweg ·
Veerlaan ·
Vondelingenweg ·
Wilhelminakade ·
Wilhelminaplein ·
Zuiderpark ·
Zuiderparkweg ·
Zuidplein